# Lionel Bony de Castellane
Lionel Boniface de Castellane-Majastres, auch Lionel Bony de Castellane, (* 28. September 1891 in Gardegan-et-Tourtirac; † 29. November 1965 in Béziers) war ein französischer Florettfechter.

## Erfolge
Lionel Bony de Castellane erreichte bei den Olympischen Spielen 1920 in Brüssel mit der Mannschaft die Finalrunde, in der die französische Equipe mit drei Siegen und einer Niederlage hinter Italien und vor den Vereinigten Staaten den zweiten Platz belegte. Gemeinsam mit Gaston Amson, Marcel Perrot, Philippe Cattiau, Roger Ducret, Lucien Gaudin, André Labatut und Georges Trombert erhielt er somit die Silbermedaille. Im Einzel schied er in der Halbfinalrunde aus, nachdem er mit 2:3-Siegen nur den vierten Platz seiner Gruppe belegte.
Er trug den Titel eines Marquis und war als Winzer mit eigenem Weinanbau tätig.